# Дамсинський сільський округ
Дамси́нський сільський округ (каз. Дамса ауылдық округі, рос. Дамсинский сельский округ) — адміністративна одиниця у складі Шортандинського району Акмолинської області Казахстану. Адміністративний центр — село Дамса.
Населення — 4740 осіб (2021; 4482 у 2009, 4994 у 1999, 6352 у 1989).
Станом на 1989 рік існувала Дамсинська сільська рада (села Всесоюзний научно-іслєдовательський інститут зернового хозяйства, Дамса, Степне, селище Роз'їзд 34). 2001 року ліквідовано селище Роз'їзд 35, 2005 року — селище Роз'їзд 34.

## Склад
До складу округу входять такі населені пункти:
| Населений пункт              | Населення, осіб (1989) | Населення, осіб (1999) | Населення, осіб (2009) | Населення, осіб (2021) |
| ---------------------------- | ---------------------- | ---------------------- | ---------------------- | ---------------------- |
| Дамса, село                  | 3418                   | 2638                   | 2186                   | 2205                   |
| Научний, селище              | 1668                   | 1140                   | 1065                   | 1204                   |
| Степне, село                 | 1250                   | 1216                   | 1231                   | 1331                   |
| Роз'їзд 28, станційне селище | -                      | 0                      | -                      | -                      |
| Роз'їзд 34, станційне селище | 16                     | 0                      | -                      | -                      |